# Ugo Signorini (calciatore)
Ugo Signorini (fl. XX secolo) è stato un calciatore italiano, di ruolo attaccante.

## Carriera
Con il Verona disputa 10 partite e segna un gol in massima serie nella stagione 1927-1928. Lascia il Verona nell'estate del 1928.
In seguito milita nel San Giovanni Lupatoto, fino al 1930.